# Іванова Яніна Григорівна
Яніна Григорівна Іванова (нар. 17 березня 1930, село Красне або село Самгородок, тепер Козятинського району Вінницької області) — українська радянська діячка, бригадир молочно-товарної ферми відділення «Красне» бурякорадгоспу «Самгородоцький» Козятинського району Вінницької області. Герой Соціалістичної Праці (1966). Депутат Верховної Ради УРСР 7-9-го скликань.

## Біографія
З 1944 р. — робітниця, з 1948 р. — телятниця молочнотоварної ферми радгоспу Юзефо-Миколаївського цукрового комбінату Козятинського району Вінницької області.
Освіта середня. Закінчила Самгородоцьку вечірню середню школу Вінницької області.
З 1968 р. — бригадир молочнотоварної ферми відділення «Красне» бурякорадгоспу «Самгородоцький» села Красне Козятинського району Вінницької області.
Член КПРС з 1969 року.
Потім — на пенсії у місті Козятині Вінницької області.

## Нагороди
- Герой Соціалістичної Праці (22.03.1966)
- орден Леніна (22.03.1966)
- ордени
- медалі
- заслужений працівник сільського господарства Української РСР